# Guangdong Telecom Plaza
Le Guangdong Telecom Plaza est un gratte-ciel situé à Guangzhou (Chine).

## Description
Il mesure 260 m pour 66 étages.